# Gypsophila mucronifolia
Gypsophila mucronifolia är en nejlikväxtart som beskrevs av Karl Heinz Rechinger. Gypsophila mucronifolia ingår i släktet slöjor, och familjen nejlikväxter. Inga underarter finns listade i Catalogue of Life.